# Антигон Каристский
Антигон Каристский — учёный грамматик, писатель и поэт времен Птолемея II Филадельфа и Птолемея III Эвергета, жил в III век до н. э., автор ряда жизнеописаний философов, в частности о Пирроне.
Антигон получил прозвище «Каристский» по месту своего рождения, ибо он был родом из греческого города Кариста на острове Эвбее. 
До настоящего времени дошли его рассказы о всевозможных необычных явлениях природы (ἱστοριῶν παραδόξων συναγωγή). Составленный им сборник рассказов, принадлежащих к предшествовавшей ему эпохе, не дошёл до нас в своем первоначальном виде. Издан Бекманом (Лейпциг, 1791), Вестерманом в «Scriptores rerum mirabilium graeci» (Брауншвейг, 1839), а с критическими заметками оставленными Келлером в «Rerum naturalium scriptoris Graeci minores» (том I, Лейпциг, 1877).

## Издания и переводы
- В серии «Collection Budé»: Antigone de Caryste. Fragments. Texte établi et traduit par Tiziano Dorandi. 2e tirage 2002. CXXXVIII, 84 p. ISBN 978-2-251-00475-4